# 녹색당 (노르웨이)
녹색당(보크몰: Miljøpartiet De Grønne 밀리외파르티에트 데 그뢴네[*], 뉘노르스크: Miljøpartiet Dei Grøne)은 노르웨이의 녹색 정치 정당이다. 자유주의적인 녹색정치를 표방한다. 다른 노르딕 녹색당 (예:아이슬란드 녹색당, 스웨덴 녹색당, 핀란드 녹색당)과는 달리 집권경험이 없으며 당세도 가장 작다. 또한 노동당을 중심으로 하는 노동당-중앙당-사좌당-적색당의 좌파 연합에도 참여하지 않는 독자노선을 추구하고 있다.

## 같이 보기
- 녹색당